# Konferensanläggning

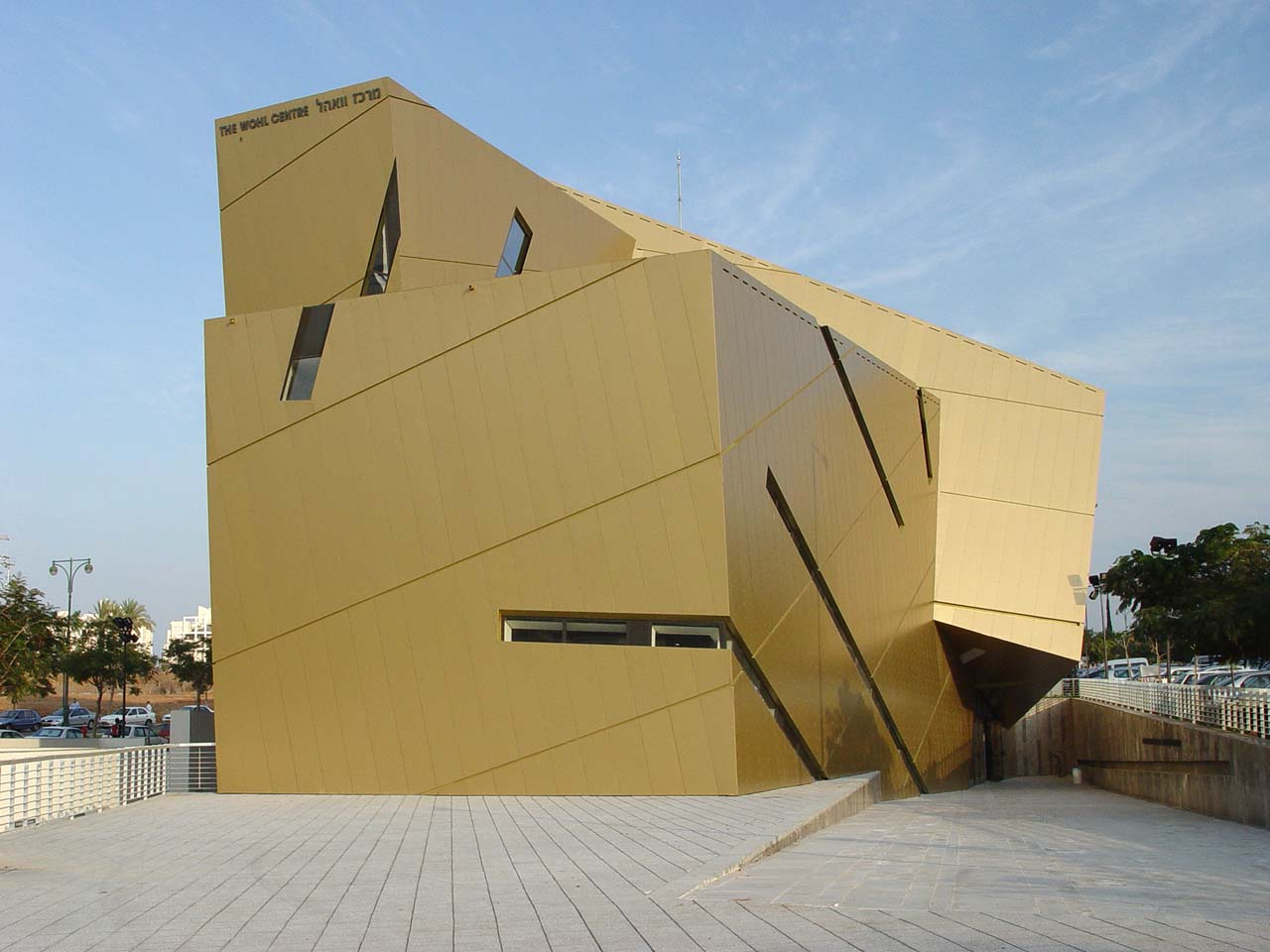
Wohl Centre på Bar-Ilan University i Ramat Gan i Israel, ritat av Daniel Libeskind

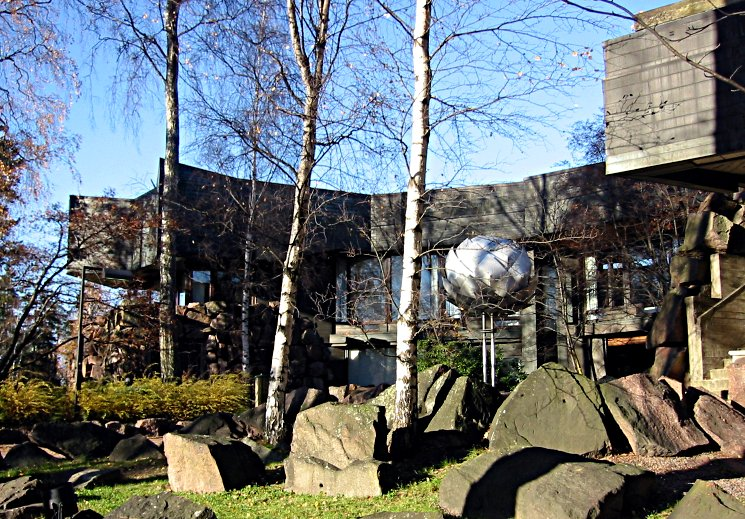
Dipoli i Otnäs i Esbo, ritat av Reima och Raili Pietilä

En konferensanläggning, eller ett konferenscentrum, är en byggnad eller anläggning som är anpassad för konferenser, kongresser och liknande evenemang. 
Enligt en i Sverige ibland tillämpad branschmall ska en kongressanläggning ha [minst] en plenarsal med minst 300 sittplatser, utställningsyta för minst 20 utställare samt minst fem andra konferensrum med vardera fler än 30 sittplatser.
På sådana anläggningar finns föreläsningssalar och andra utrymmen för sammankomster samt ofta hotell och restauranger. En kursgård är en mer anspråkslös anläggning för liknande ändamål.